# Арматуш
Арматуш (мкд. Арматуш) је насеље у Северној Македонији, у јужном делу државе. Арматуш припада општини Новаци.

## Географија
Насеље Арматуш је смештено у јужном делу Северне Македоније. Од најближег већег града, Битоља, насеље је удаљено 24 km источно.
Арматуш се налазе у источном делу Пелагоније, највеће висоравни Северне Македоније. Насељски атар на западу је равничарски, док у источном делу издиже Селечка планина. Надморска висина насеља је приближно 760 метара.
Клима у насељу је планинска због знатне надморске висине.

## Становништво
Арматуш је према последњем попису из 2002. године имао 41 становника. 
Претежно становништво по последњем попису су Турци (61%), а у мањини су били Албанци (39%).
Већинска вероисповест је ислам.